# گرنبکوو
گرنبکوو (به لهستانی:  Grębków) یک روستا در لهستان است که در گمینا گرنبکوو واقع شده‌است.